# Chaetocnema bella
Chaetocnema bella (лат.) — вид жуков-листоедов (Chrysomelidae) рода Chaetocnema трибы земляные блошки из подсемейства козявок (Galerucinae). Палеарктика и Юго-Восточная Азия: Бутан, Вьетнам, Индия, Индонезия, Китай, Мьянма, Непал, Пакистан, Таиланд, Филиппины, Япония.

## Описание
Длина 2,00—2,30 мм, ширина 1,20—1,30 мм. Соотношение максимальной ширины обоих надкрылий к максимальной ширине пронотума 1,15—1,17.
Переднеспинка и надкрылья с металлически синие (иногда бронзоватые). Ноги и усики в основном желтовато-коричневые (1-4 антенномеры и голени жёлтые). Голова гипогнатная (ротовые органы направлены вниз). От других видов рода (Chaetocnema klapperichi) отличается формой тела, пунктировкой надкрылий и строением гениталий самцов. Фронтолатеральная борозда отсутствует. Кормовые растения: Редька посевная, Сыть.
Средние и задние голени с выемкой на наружной стороне перед вершиной. Лобные бугорки не развиты. Переднеспинка без базальной бороздки. Вид был впервые описан в 1876 году британским энтомологом Джозефом Бейли (Joseph Sugar Baly, 1816—1890) по материалам из Китая. Валидный статус был подтверждён в 2011 году в ходе ревизии палеарктической фауны рода Chaetocnema, которую провели энтомологи Александр Константинов (Systematic Entomology Laboratory, USDA, c/o Smithsonian Institution, National Museum of Natural History, Вашингтон, США), Андрес Баселга (Andrés Baselga; Departamento de Zoología, Facultad de Biología, Universidad de Santiago de Compostela, Santiago de Compostela, Испания), Василий Гребенников (Ottawa Plant Laboratory, Canadian Food Inspection Agency, Оттава, Канада) с соавторами (Jens Prena, Steven W. Lingafelter).